# Bernasconi
Pour les articles homonymes, voir Bernasconi (homonymie).
Bernasconi est une ville du sud-est de la province de La Pampa, en Argentine, et le chef-lieu du département de Hucal.

## Situation
La ville est située sur la route nationale 35 entre Santa Rosa, capitale de la province, et Bahía Blanca sur la côte atlantique.

## Population
Elle comptait 1 781 habitants en 2001, en baisse de 12,24 % par rapport à 1991.

## Histoire et toponymie
En 1878, l’État argentin divise des terres vacantes et cède à Don Ernesto Tornquist les lots qu’Alfonso Bernasconi achète en 1884. En 16 mars 1888, Bernasconi, voyant que certaines familles s'étaient installées sur leurs terres, décida de fonder une ville. D'où le nom de la ville. 

## Tourisme
- Fiesta del Piquillin (Fête du piquillin (en)) : Fête traditionnelle de la ville qui se célèbre en mars. Le piquillín est un petit arbre qui donne des fruits comestibles et qui pousse dans les bois de caldéns, nombreux aux environs de la ville.
- Fiesta de los Alemanes (Fête des Allemands) : ceux-ci furent nombreux à s'installer ici, venus de la région de la Volga en Russie.